# 農試公園
農試公園（のうしこうえん）は、札幌市西区にある公園。

## 概要
農林省北海道農業試験場（現在の農業・食品産業技術総合研究機構北海道農業研究センター）跡地につくられた。開園当初は地区公園であったが、1992年（平成4年）に公園種別を運動公園に変更した。
琴似発寒川河畔にあり、川沿いにポプラが植えられている。春はサクラの名所として花見スポットになっており、秋にはナナカマドが赤く染まり、サケの遡上も見られる。

## 施設
ツインキャップ（多目的アリーナ）、野球場、テニスコートは有料。
ツインキャップ
多目的アリーナは、面積約3,000m²（54m×54m）、高さ約12mの広さを持つ全天候型屋内スポーツ施設。サンルームは休憩スペースとなっており、『第9回緑の環境デザイン賞』緑化大賞を受賞した。
野球場
A球場（ナイター照明完備）
B球場
テニスコート
硬式テニスコート（オムニコート2面、ナイター照明完備）
軟式テニスコート（2面、ナイター照明完備）
多目的広場
冬は圧雪広場として冬のスポーツなどに利用している。
トンカチ広場
利用期間は4月下旬から11月上旬。木工を楽しむことができる広場。
ちゃぷちゃぷ広場
利用期間は6月から9月まで。水遊びのできる大小2つの池がある。
遊戯広場
利用期間は4月下旬から11月上旬。遊具がある広場。
交通コーナー
利用期間は4月下旬から11月上旬。交通ルールを学びながら自転車の練習をするコーナー。
ゲートボールコート
利用期間は4月下旬から11月上旬。4面のうち2面はペタンクができる。
サイクルサーキット
利用期間は4月下旬から11月上旬。全長190mのマウンテンバイク用コース（BMXコース）。
蒸気機関車
国鉄D51形蒸気機関車（D51）11を展示。
歩くスキーコース
利用期間は12月上旬から翌3月中旬（積雪状況により変動）。周長2.2km、圧雪トラック整備。有料で用具をレンタルできる。

## 参考資料
- “農試公園 リーフレット” (eBook5).   札幌市公園緑化協会. 2015年12月9日閲覧。
- “運動から工作まで選り取り見取り！家族で楽しむ西区「農試公園」”. 北海道ファンマガジン.   PNG Office (2014年7月16日). 2015年12月9日閲覧。